# Jeong Na-eun
Jeong Na-eun (koreanisch 정나은; * 27. Juni 2000 in Seoul) ist eine südkoreanische Badmintonspielerin.

## Karriere
Bei den Asienspielen war sie Teil der Auswahl, die die Goldmedaille erspielte. 2023 kam Jeong mit der Nationalmannschaft beim Sudirman Cup auf den zweiten Platz. Bei den Olympischen Spielen 2024 in Paris gewann sie mit Kim Won-ho im Mixedwettbewerb die Silbermedaille.

## Sportliche Erfolge
| Jahr | Veranstaltung            | Platz | Disziplin  | Partner    |
| ---- | ------------------------ | ----- | ---------- | ---------- |
| 2019 | Osaka International 2019 | 1.    | Mixed      | Kim Won-ho |
| 2023 | Sudirman Cup 2023        | 2.    | Mannschaft | Südkorea   |
| 2024 | Olympische Spiele 2024   | 2.    | Mixed      | Kim Won-ho |